# Кільтиччя
Кільти́ччя — річка в Україні, в межах Пологівського та Бердянського районів Запорізької області, ліва притока Обитічної (басейн Азовського моря).

## Опис
Довжина річки — 70 км, площа басейну — 554 км². Долина трапецієподібна, завширшки до 3 км, завглибшки до 40 м. Річище помірно звивисте, ширина у середній і нижній течії до 20 м. Похил річки — 2,5 м/км. Живлення снігове та дощове. Максимум річного стоку припадає на весняний період. Замерзає у другій половині грудня, скресає у середині лютого; людовий режим нестійкий. Стік води частково зарегульований ставками. Воду використовують для зрошування і технічного водопостачання. Річище Кільтиччі дуже замулене, на окремих ділянках проводять роботи для його розчищення.
На берегах річки — рудопрояви графіту.

## Розташування
Кільтиччя бере початок на Приазовській височині, на південь від села Смирнове. Тече спершу на південь та південний схід, від села Новотроїцького до гирла — на південний захід. Впадає до Обитічної неподалік від північно-східної околиці міста Приморська.
Основні притоки: Комишувата, Буртиччя (ліві).
На річці розташоване смт Андріївка та декілька сіл.

## Панорама
| Річка | Це незавершена стаття про річку. Ви можете допомогти проєкту, виправивши або дописавши її. |